# Tenth Dimension
Tenth Dimension è il secondo album dei Blaze ed è stato pubblicato nel 2002. Il secondo disco contiene alcune performance live del gruppo e viene promosso ancora peggio del primo, dopo questo album Blaze Bayley entra in un periodo di depressione e dipendenza da alcool e parte della formazione lascia la band, qui figurano una cover degli Iron Maiden, di cui il cantante Blaze Bayley era stato membro fino al 1999, ed una dei Wolfsbane, altro gruppo in cui Bayley aveva militato in gioventù.

## Il Disco
Tenth Dimension si caratterizza per un granitico sound heavy metal alla Judas Priest , potente, graffiante e d'impatto immediato, al contrario di Silicon Messiah, più riflessivo e articolato. L'ugola di Blaze Bayley appare più in forma che mai: nessuna sbavatura, voce potente e quadrata, cambi di tonalità ripetuti e azzeccati; nulla a che vedere insomma con le prestazioni canore di The X Factor e Virtual XI. A ciò si aggiunge un pregevole lavoro di chitarre, abili nell'offrire quei riff rocciosi che tanto piacciono alla platea heavy metal, impreziositi senz'altro dalla produzione di Andy Sneap che ha riservato alle sei corde particolare attenzione.
Tenth Dimension è il disco della maturità di Blaze Bayley ; mentre gli Iron Maiden riprendevano tra le proprie file Air Raid Siren Bruce Dickinson e pubblicavano il discusso Brave New World, il determinato singer esplorava la decima dimensione e vi trovava l'inarrestabile sound dell'heavy metal Ottantiano; un suono sporco, cattivo, irresistibile, imperituro. Un disco che segue il sentiero intrapreso con Silicon Messiah, un percorso in definitiva tradizionale, nostalgico e ben scritto in ogni sua parte, esattamente quello che si voleva da lui.

## Le Canzoni
1. Forgotten Future - Intro
2. Kill and Destroy- Salta subito all'orecchio la potenza delle chitarre che fin dalle battute iniziali di "Kill And Destroy" detteranno legge in merito alla proposta stilistica.
3. End Dream - End dream è un pezzo che va a “strappi” alternando ritmi lenti e pesanti ad altri più veloci e melodici. Buona originalità per una track che merita diversi ascolti per essere apprezzata completamente.
4. The Tenth Dimension - Tenth dimension è dotata di un ritmo davvero coinvolgente dettato magistralmente da basso e batteria. Una cavalcata senza punti deboli che si è rivelata ottima per dare il titolo all'album.
5. Nothing Will Stop Me - La canzone parla di uno scienziato che viene allontanato da tutti dopo aver scoperto la "decima dimensione"(si tratta di un concept-album)ma lui decide di combattere per la sua scoperta. La canzone per la sua struttura ricorda molto Fortunes Of War dell'album The X Factor dei Maiden.
6. Leap of Faith -  “Leap of Faith” è veloce e trascinante(dai sapori Power).
7. The Truth Revealed - Intro
8. Meant to Be - Non può mancare la tipica ballatona, Meant To Be, in cui una drammatica voce femminile accompagna quella profonda e malinconica di Blaze che a sua volta si staglia su un tessuto di chitarra semplice ma d'effetto.
9. Land of the Blind -  Ha un tempo vario e per il sound futuristico, a tratti ipnotico e tortuoso che si è impressa a fuoco nella mente.
10. Stealing Time - In Stealing Time Singer e Naylor (batteria e basso) sono impegnati a dettare a ritmi vertiginosi. Notevole la successione incessante delle strofe.
11. Speed of Light - cavalcata veramente travolgente che vede protagoniste fin dall'inizio le chitarre di Wray / Slater impegnate in buoni riff. Molto elevato il ritmo dettato da Singer (Batteria),la più Maideniana dell'album.
12. Stranger to the Light - Stranger to the light vede come protagoniste assolute le chitarre di Slater e Wray capaci di creare riff e assoli oscuri; atmosfere cupe e tetre magistralmente interpretate dalla voce bassa di Bayley.

## Tracce

### CD 1
1. Forgotten Future - 1:03
2. Kill and Destroy - 4:27
3. End Dream - 5:14
4. The Tenth Dimension - 6:18
5. Nothing Will Stop Me - 4:21
6. Leap of Faith - 3:38
7. The Truth Revealed - 1:44
8. Meant to Be - 6:26
9. Land of the Blind - 3:56
10. Stealing Time - 4:37
11. Speed of Light - 4:43
12. Stranger to the Light - 6:33

### CD 2
1. The Launch (Live) - 2:58
2. Futureal (Live, cover degli Iron Maiden) - 3:29
3. Tough as Steel (Live, cover dei Wolfsbane) - 5:09
4. Evolution (Live) - 4:07
5. Living Someone Else's Life - 4:49

## Formazione
- Blaze Bayley – voce
- Steve Wray – chitarra
- John Slater – chitarra
- Rob Naylor – basso
- Jeff Singer – batteria